# Leichtathletik-Weltmeisterschaften 2003/Kugelstoßen der Männer

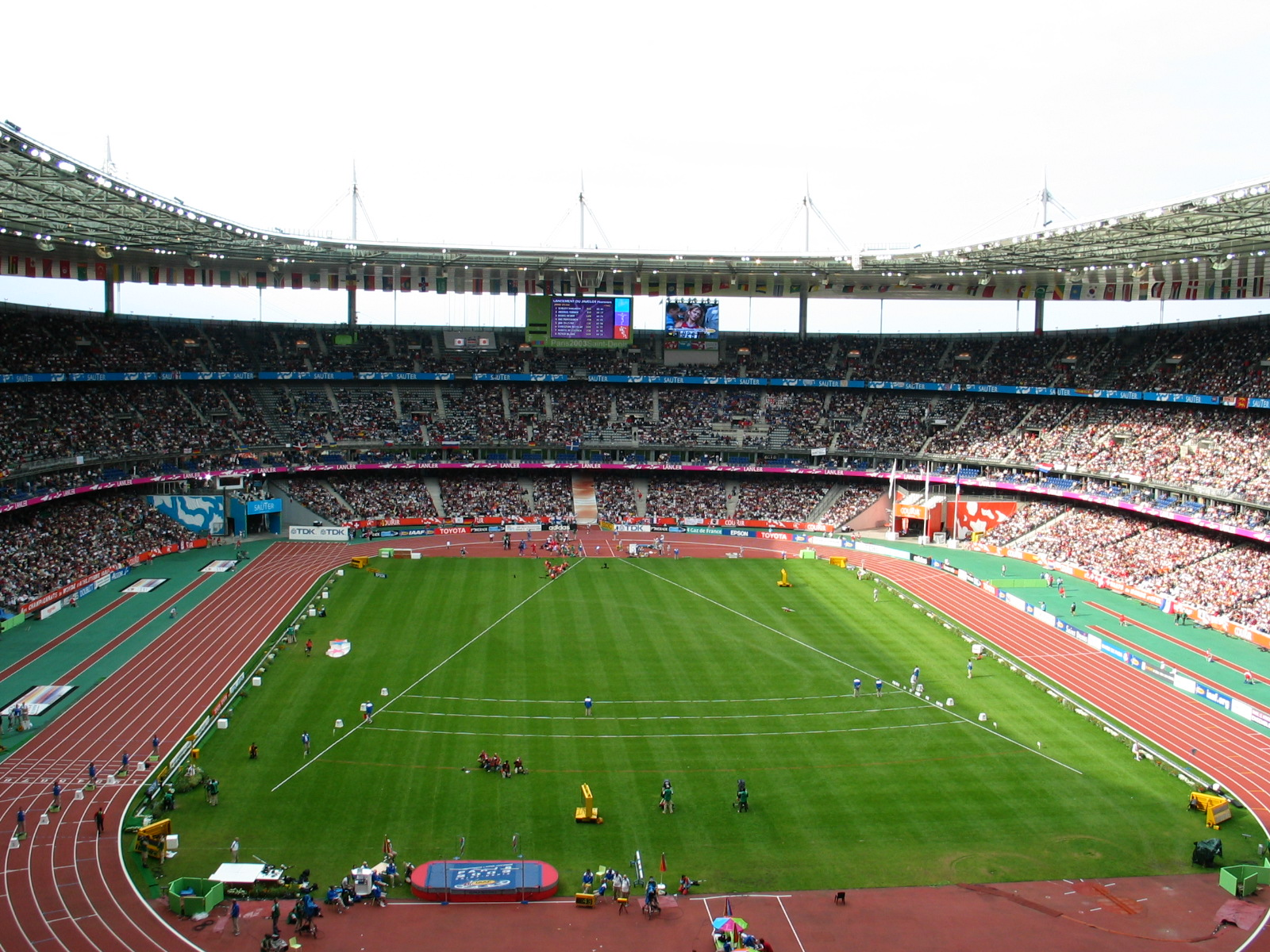
Stade de France in Paris/Saint-Denis am Schlusstag der Leichtathletik-Weltmeisterschaften

Das Kugelstoßen der Männer bei den Leichtathletik-Weltmeisterschaften 2003 wurde am 23. August 2003 im Stade de France der französischen Stadt Saint-Denis unmittelbar bei Paris ausgetragen.
Weltmeister wurde der Belarusse Andrej Michnewitsch. Er war erst wenige Wochen vor diesen Weltmeisterschaften nach einer zweijährigen Dopingsperre in den Wettkampfbetrieb zurückgekehrt und wartete sofort wieder mit Weltklasseweiten auf. In späteren Jahren wurden ihm wegen weiterer nachgewiesener Dopingverstöße Medaillen und Siege aberkannt, schließlich wurde der Mehrfachtäter mit einer lebenslangen Sperre belegt. Seine Verstöße gab er nie zu.

Zweiter wurde der US-Amerikaner Adam Nelson, der seine dritte Silbermedaille nach den Olympischen Spielen 2000 und den Weltmeisterschaften 2001 errang.

Bronze ging an den amtierenden Europameister und EM-Dritten von 1998 Jurij Bilonoh aus der Ukraine. Auch er wurde später des Dopingbetrugs unter Annullierung seiner Resultate von August 2004 bis August 2006 überführt.

## Bestehende Rekorde
| Weltrekord               | 23,12 m | Randy Barnes   | Los Angeles, USA        | 20. Mai 1990    |
| Weltmeisterschaftsrekord | 22,23 m | Werner Günthör | WM 1987 in Rom, Italien | 29. August 1987 |

Der bestehende WM-Rekord wurde bei diesen Weltmeisterschaften nicht eingestellt und nicht verbessert.

## Doping
Der US-Amerikaner Kevin Toth, der ursprünglich den vierten Platz belegt hatte, wurde wegen Dopingvergehens mittels Tetrahydrogestrinon und Modafinil disqualifiziert.
Benachteiligt wurde vor allem ein Wettkämpfer:

Der Slowake Milan Haborák hätte über seine Platzierung am Finale teilnehmen können.

## Legende
Kurze Übersicht zur Bedeutung der Symbolik – so üblicherweise auch in sonstigen Veröffentlichungen verwendet:
| – | verzichtet |
| x | ungültig   |

## Qualifikation
23. August 2003, 8:30 Uhr
Dreißig Teilnehmer traten in zwei Gruppen zur Qualifikationsrunde an. Die Qualifikationsweite für den direkten Finaleinzug betrug 20,45 m. Vier Athleten übertrafen diese Marke (hellblau unterlegt). Das Finalfeld wurde mit den acht nächstplatzierten Sportlern auf zwölf Kugelstoßer aufgefüllt (hellgrün unterlegt). So mussten schließlich 20,06 m für die Finalteilnahme erbracht werden.

### Gruppe A
| Platz | Name                  | Nation         | Resultat (m) | 1. Versuch (m) | 2. Versuch (m) | 3. Versuch (m) | Anmerkung                              |
| 1     | Jurij Bilonoh         | Ukraine        | 20,84        | 20,84          | –              | –              |                                        |
| 2     | Adam Nelson           | USA            | 20,23        | 19,95          | x              | 20,23          |                                        |
| 3     | Joachim Olsen         | Dänemark       | 20,14        | 20,14          | 19,51          | –              |                                        |
| 4     | Ralf Bartels          | Deutschland    | 20,06        | 18,98          | 19,03          | 20,06          |                                        |
| 5     | Milan Haborák         | Slowakei       | 19,95        | 19,95          | x              | 19,06          | eigentlich für das Finale qualifiziert |
| 6     | Pavel Lyzhyn          | Belarus        | 19,84        | 19,21          | 19,84          | 19,27          |                                        |
| 7     | Petr Stehlík          | Tschechien     | 19,70        | 19,70          | x              | 19,32          |                                        |
| 8     | Gheorghe Gușet        | Rumänien       | 19,61        | 19,36          | 19,61          | x              |                                        |
| 9     | Carl Myerscough       | Großbritannien | 19,51        | 19,51          | 18,51          | x              |                                        |
| 10    | Pawel Tschumatschenko | Russland       | 19,51        | x              | 19,51          | x              |                                        |
| 11    | Jury Bjalou           | Belarus        | 19,32        | 19,18          | 19,32          | x              |                                        |
| 12    | Marco Antonio Verni   | Chile          | 19,24        | 19,24          | x              | 19,07          |                                        |
| 13    | Conny Karlsson        | Finnland       | 19,17        | x              | 19,17          | x              |                                        |
| 14    | Janus Robberts        | Südafrika      | 19,02        | x              | 18.81          | 19,02          |                                        |
| 15    | Zsolt Bíber           | Ungarn         | 18,99        | 18,96          | x              | 18,99          |                                        |
| NM    | Reese Hoffa           | USA            | ogV          | x              | x              | x              |                                        |

In der Qualifikation aus Gruppe A ausgeschiedene Kugelstoßer:

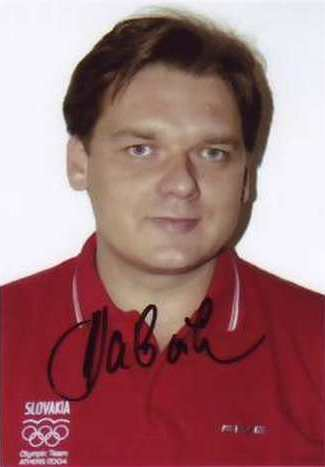
Milan Haborák schied alleine bedingt durch Kevin Toths Dopingbetrug als Fünfter mit 19,95 m aus
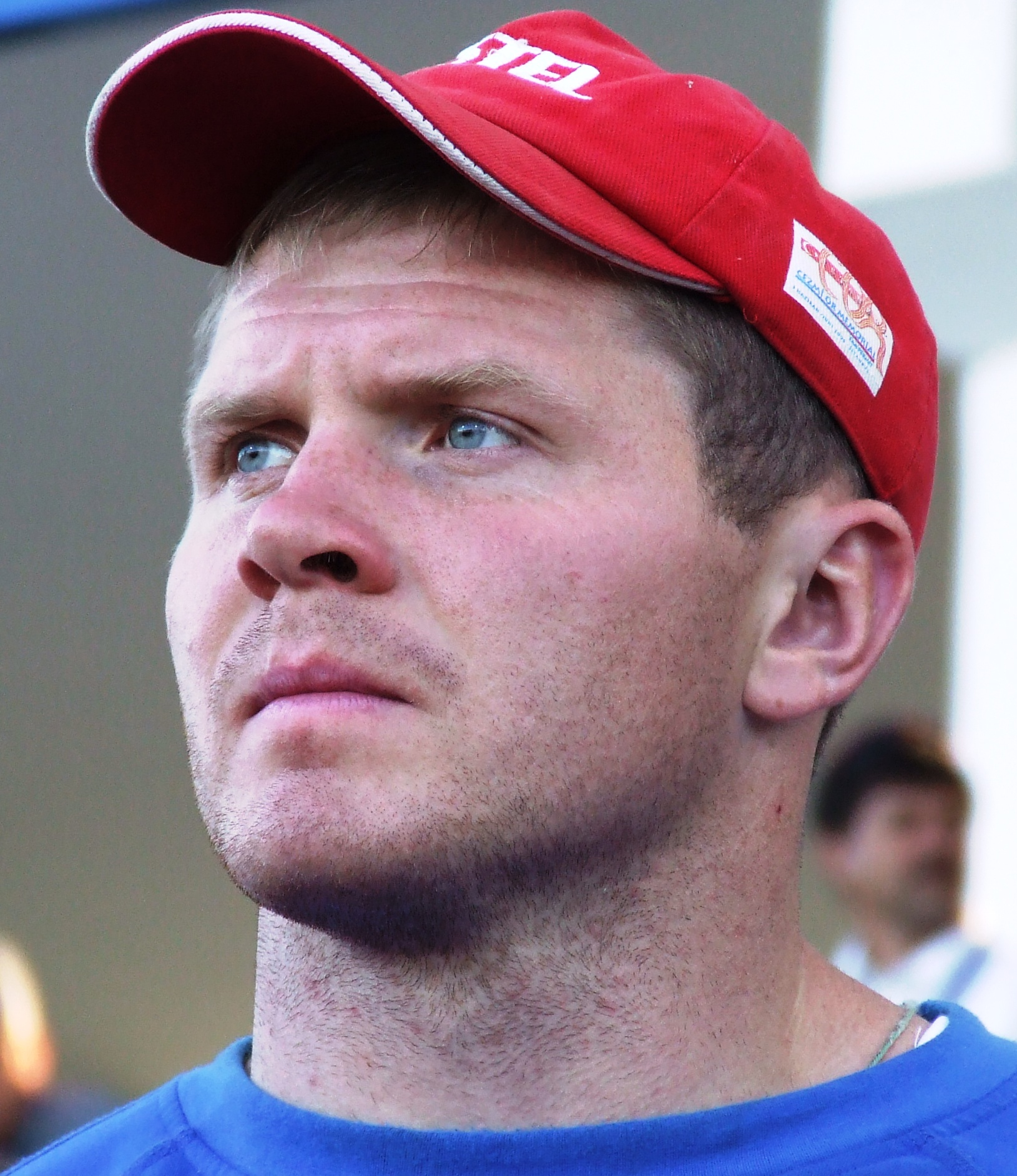
Pavel Lyzhyn Rang sechs mit 19,84 m
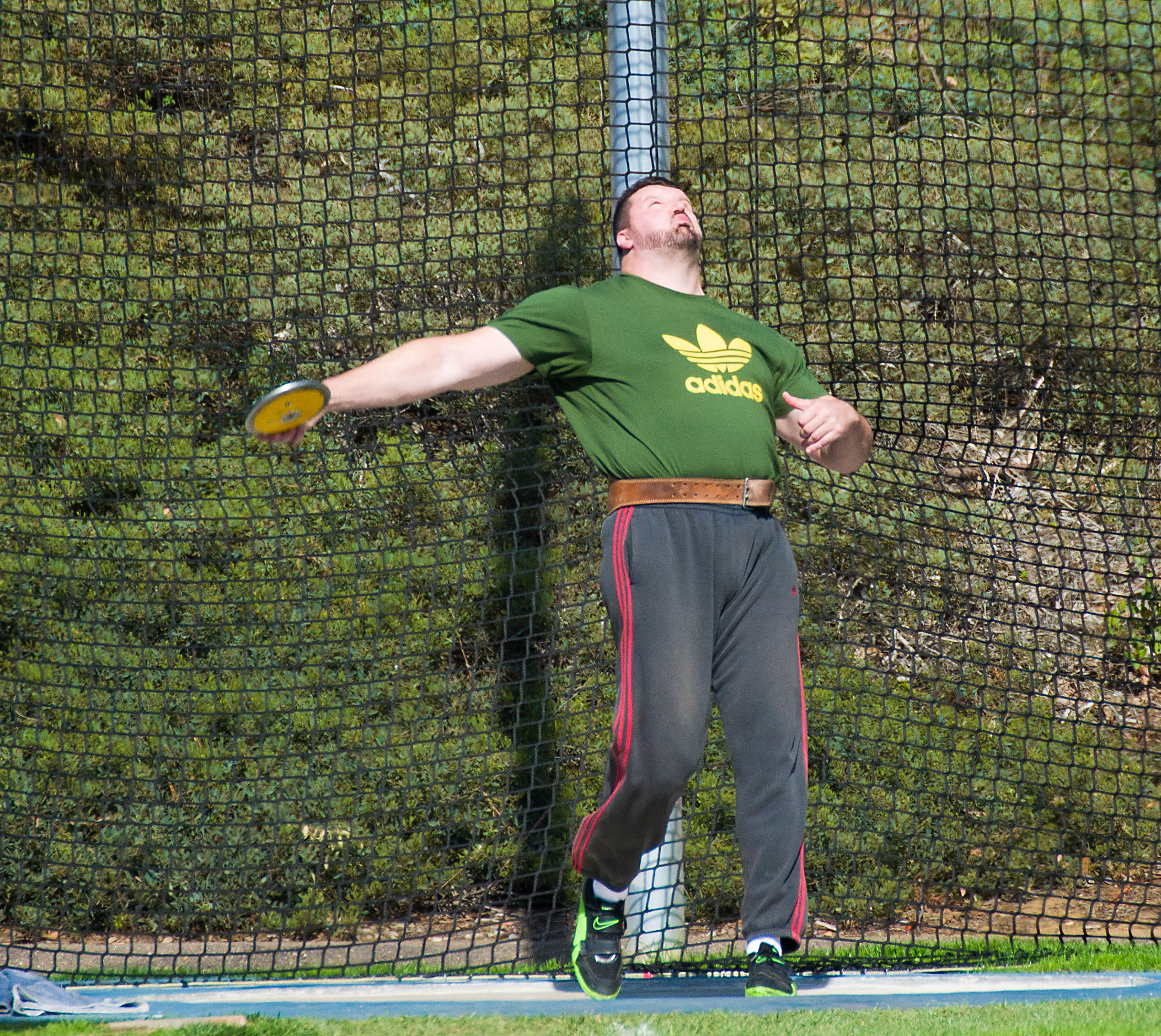
Carl Myerscough (hier als Diskuswerfer) – Rang neun mit 19,51 m
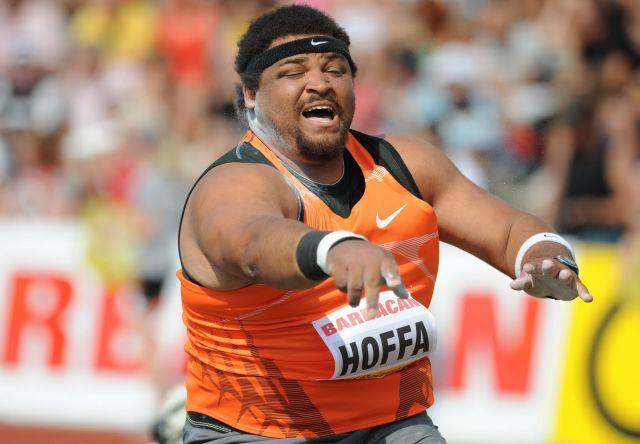
Reese Hoffa ohne gültigen Versuch

### Gruppe B
| Platz | Name                | Nation                 | Resultat (m)              | 1. Versuch (m)            | 2. Versuch (m)            | 3. Versuch (m)            |
| 1     | John Godina         | USA                    | 21,08                     | 21,08                     | –                         | –                         |
| 2     | Andrej Michnewitsch | Belarus                | 20,89                     | 20,89                     | –                         | –                         |
| 3     | Tepa Reinikainen    | Finnland               | 20,55                     | 19,35                     | 20,08                     | 20,55                     |
| 4     | Ville Tiisanoja     | Finnland               | 20,37                     | 18,82                     | 20,01                     | 20,37                     |
| 5     | Justin Anlezark     | Australien             | 20,28                     | 20,02                     | 20,28                     | 19,33                     |
| 6     | Roman Wirastjuk     | Ukraine                | 20,28                     | 19,76                     | x                         | 20,28                     |
| 7     | Bradley Snyder      | Kanada                 | 20,10                     | 20,07                     | 19,71                     | 20,10                     |
| 8     | Manuel Martínez     | Spanien                | 19,78                     | 19,78                     | 19,73                     | 19,68                     |
| 9     | Dragan Perić        | Serbien und Montenegro | 19,55                     | 19,55                     | 19,04                     | 19,00                     |
| 10    | Miroslav Vodovnik   | Slowenien              | 19,23                     | 18,28                     | 19,23                     | 18,94                     |
| 11    | Rutger Smith        | Niederlande            | 19,02                     | 18,92                     | 19,02                     | 18,95                     |
| 12    | Pawel Sofjin        | Russland               | 18,66                     | 18,66                     | 18,59                     | x                         |
| 13    | Juri Parchomenko    | Ukraine                | 18,25                     | 18,25                     | 18,05                     | x                         |
| DOP   | Kevin Toth          | USA                    | für das Finale zugelassen | für das Finale zugelassen | für das Finale zugelassen | für das Finale zugelassen |
| DNS   | Chima Ugwu          | Nigeria                |                           |                           |                           |                           |

In der Qualifikation aus Gruppe B ausgeschiedene Kugelstoßer:

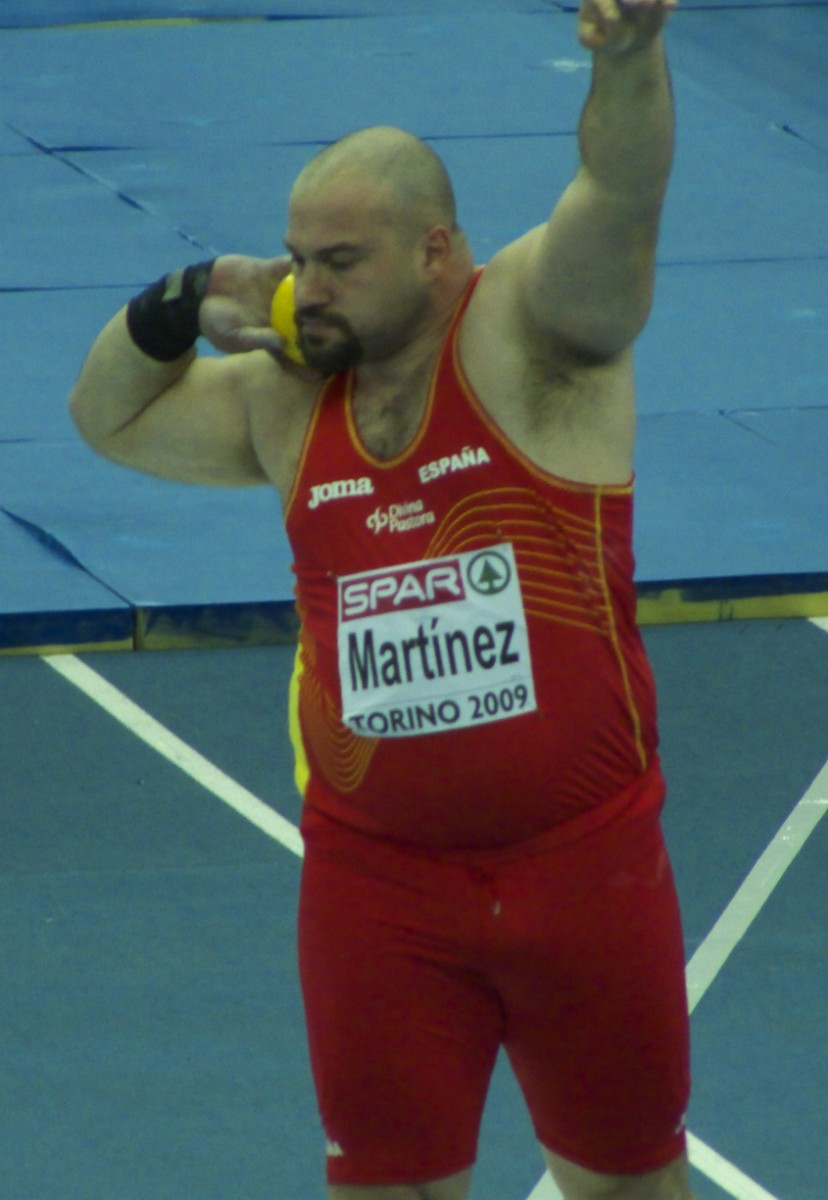
Manuel Martínez Rang acht mit 19,78 m
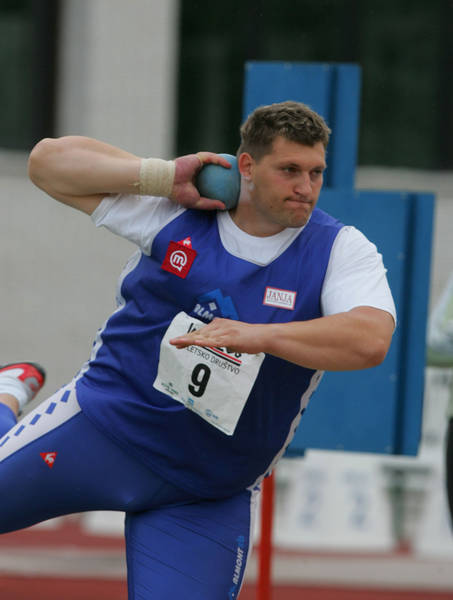
Miroslav Vodovnik Rang zehn mit 19,23 m
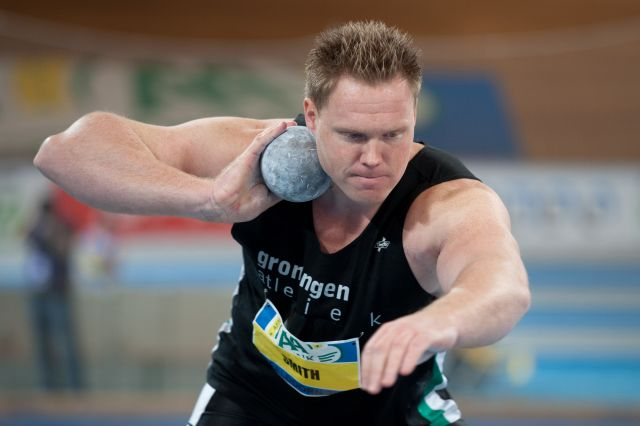
Rutger Smith Rang elf mit 19,02 m

## Finale
23. August 2003, 19:25 Uhr
| Platz | Name                | Nation      | Resultat (m) | 1. Versuch (m) | 2. Versuch (m) | 3. Versuch (m) | 4. Versuch (m)                             | 5. Versuch (m)                             | 6. Versuch (m)                             |
| 1     | Andrej Michnewitsch | Belarus     | 21,69        | 21,24          | 21,69          | 21,36          | 21,45                                      | x                                          | 21,44                                      |
| 2     | Adam Nelson         | USA         | 21,26        | 20,00          | x              | x              | 21,26                                      | 20,65                                      | 20,53                                      |
| 3     | Jurij Bilonoh       | Ukraine     | 21,10        | x              | 20,82          | 21,10          | 20,95                                      | x                                          | 20,72                                      |
| 4     | Justin Anlezark     | Australien  | 20,61        | 19,42          | 19,90          | 20,05          | 19,24                                      | 20,61                                      | 20,26                                      |
| 5     | Ralf Bartels        | Deutschland | 20,50        | 20,22          | 20,50          | 20,25          | 19,80                                      | 20,04                                      | x                                          |
| 6     | Tepa Reinikainen    | Finnland    | 20,45        | 20,23          | 20,28          | 20,45          | x                                          | x                                          | 20,15                                      |
| 7     | Ville Tiisanoja     | Finnland    | 20,09        | 20,09          | 19,94          | x              | 19,91                                      | 19,66                                      | 19,88                                      |
| 8     | John Godina         | USA         | 19,84        | x              | 19,84          | x              | eigentlich zu 3 weiteren Stößen berechtigt | eigentlich zu 3 weiteren Stößen berechtigt | eigentlich zu 3 weiteren Stößen berechtigt |
| 9     | Roman Wirastjuk     | Ukraine     | 19,61        | x              | x              | 19,61          | nicht im Finale der besten acht Athleten   | nicht im Finale der besten acht Athleten   | nicht im Finale der besten acht Athleten   |
| 10    | Bradley Snyder      | Kanada      | 19,38        | x              | 19,38          | 19,29          | nicht im Finale der besten acht Athleten   | nicht im Finale der besten acht Athleten   | nicht im Finale der besten acht Athleten   |
| DOP   | Kevin Toth          | USA         |              |                |                |                |                                            |                                            |                                            |
| DNS   | Joachim Olsen       | Dänemark    |              |                |                |                |                                            |                                            |                                            |

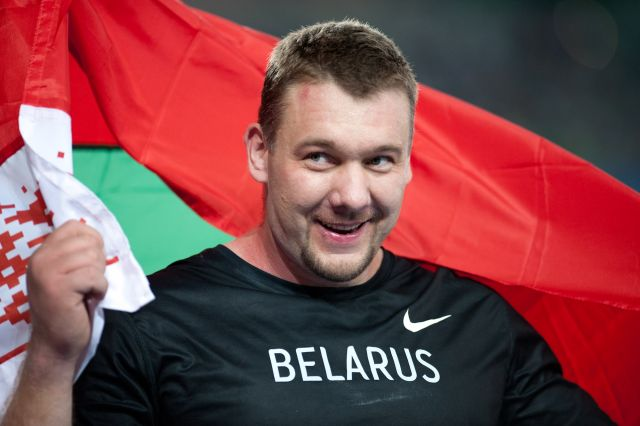
Weltmeister Andrej Michnewitsch
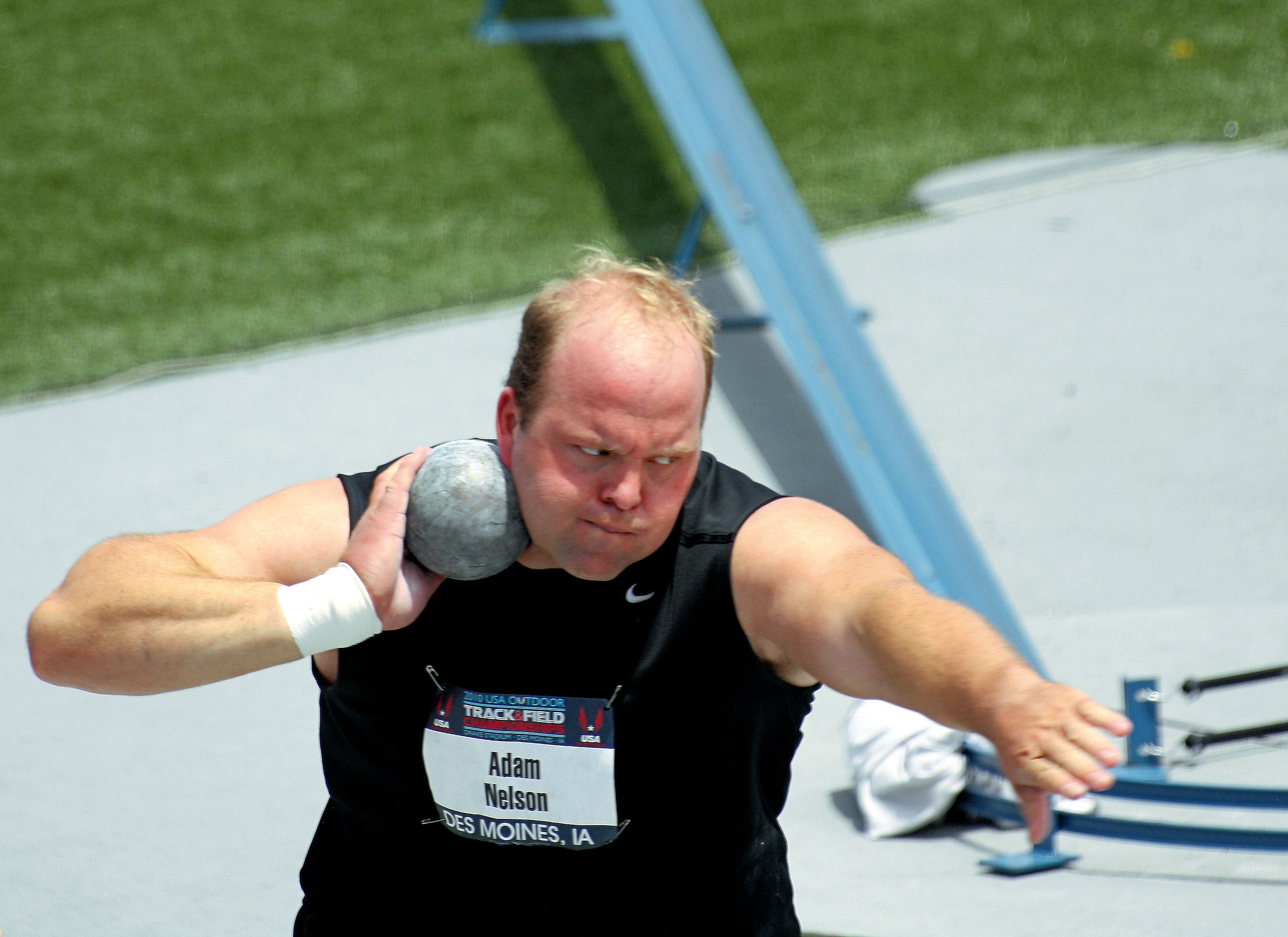
Adam Nelson wurde wie  2001 Vizeweltmeister, 2000 war er Olympiazweiter – später gelangen ihm dann auch Titelgewinne
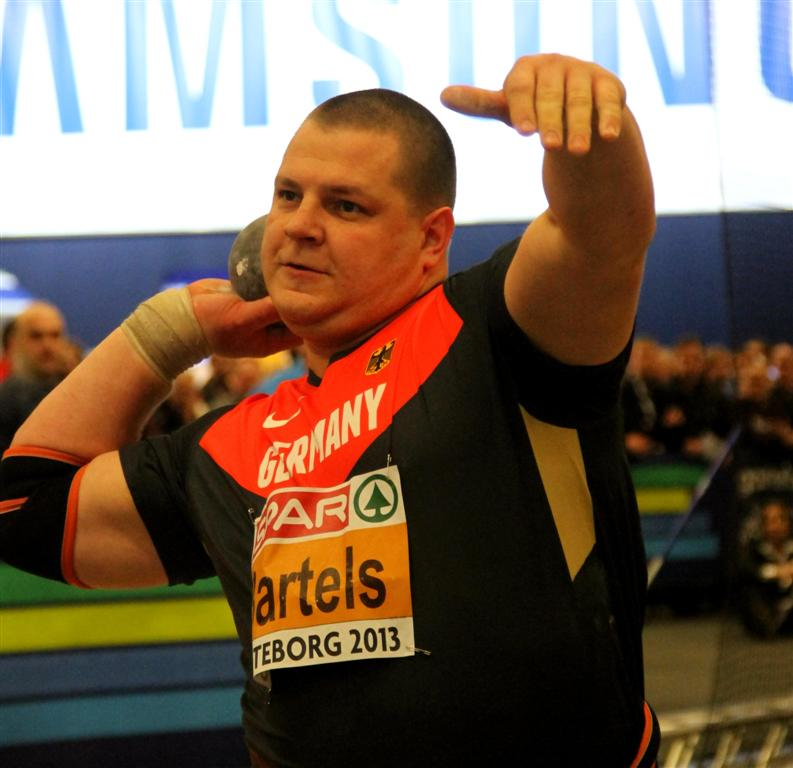
Ralf Bartels belegte Rang fünf

## Video
- Shot Put Final Part 1/2 - IAAF World Athletics Championships 2003 Paris auf youtube.com, abgerufen am 10. September 2020